# Infekční myokarditida housat
Infekční myokarditida housat je onemocnění housat s akutním průběhem a vysokou mortalitou (až 60 %). Za původce onemocnění je považován blíže neklasifikovaný reovirus. Zatím existuje nejednotnost v názorech, zda se jedná o samostatné onemocnění s reovirovou etiologií nebo zda je to jedna z možných forem parvovirózy housat a reovirus je kontaminantou. 

## Infekce
Infekce se přenáší vejcem od infikovaných hus na potomstvo a dále se šíří horizontálně při líhnutí housat a v prvním týdnu jejich života. Onemocní jen housata do konce 3. týdne věku, která nejsou chráněna protilátkami od matek; u starších housat již existuje věková rezistence. Nejčastěji po 1. týdnu života se pozoruje náhlé zvýšení počtu nemocných housat a častější úhyny. Housata vykazují netečnost, nechutenství (anorexii), dýchací potíže, mají hlenem slepená oční víčka a výtok z nosu, kterého se snaží zbavit potřásáním hlavy, a více pijí. Kromě obtížné a nekoordinovaná chůze se mohou také pozorovat křeče končetin, ojediněle vodnatý průjem. K náhlým úhynům dochází během 1-2 dnů. Přežívající housata zaostávají v růstu. V průběhu nemoci často dochází ke komplikacím v důsledku sekundární infekce bakteriemi anebo plísněmi.
Při pitvě se pozoruje dehydratace, vyhublost a perikarditida (zánět osrdečníku). Srdce bývá rozšířené, srdeční hrot zakulacený a myokard je ochablý, šedožlutě zbarvený. 

## Diagnostika
Diagnostika onemocnění je založena na klinickém a pitevním nálezu, podloženém izolací a identifikací původce. Pozor na možnost všeobecného výskytu reovirů a to i u klinicky zdravých housat! Odlišit se musí zejména parvoviróza housat a mor kachen, dále salmonelózy, mykotoxikózy i jiné intoxikace.
Vzhledem k nevyjasněné etiologii jsou léčebná i preventivní opatření spíše obecného charakteru. K potlačení sekundárních bakteriálních infekcí se používají antimikrobiální látky. Preventivně se doporučuje zlepšení hygieny chovu a dodržování všech opatření bránících zavlečení a šíření infekce v chovech. Imunoprofylaxe (ochranné očkování) nebyla zatím rozpracována.